# Маттер, Жак
Жак Маттер (фр. Jacques Matter; 1791—1864) — французский историк. Исследователь философии религии и гностицизма, автор французского существительного «эзотеризм» (фр. ésotérisme); биограф эзотериста Сен-Мартена.

## Биография и деятельность
Преподаватель истории. Доктор филологических наук (1817). Женат с марта 1819 года. Доктор богословия (Страсбург, 1821); профессор Протестантской семинарии (Страсбург, до 1832 года). Пастор (1825—1829). Генеральный инспектор образования (Париж, с 1832 года), основатель нескольких образовательных журналов для учителей начальной школы. Генеральный инспектор библиотек (Париж, с 1845 года). Писал труды на французском и на латыни.
Автор французского существительного «эзотеризм», которое он впервые употребил в своей книге «Критическая история гностицизма и его влияния» (1828), до этого существовало лишь прилагательное. Маттер подразумевал свободное синкретическое исследование, почерпнутое в христианских истинах и в отдельных аспектах греческой философии, особенно пифагореизма.

## Труды
- «История Александрийской школы» («Histoire de l’école d’Alexandrie»; П., 1820; 2 изд., 1840—1844)
- «Критическая история гностицизма и его влияния» («Histoire critique du gnosticisme et de son influence sur les sectes religieuses et philosophiques de six premiers siècles de l'ère chrétienne»; Страсб. и Париж, 1828; том 1; том 2 и том пояснений иллюстраций, илл. с. 99-133)
- «Всеобщая история христианской церкви» («Histoire universelle de l'Église chrétienne, considérée principalement dans ses institutions et ses doctrines», Strasbourg, Veuve Silbermann, 1829—1835, 4 т. (том 1; том 2; том 3; том 4)
- «О влиянии нравов на законы и законов на нравы» («De l’influence des mœurs sur les lois et des lois sur les mœurs»; 1832; том 1; том 2; 3)
- «О нравственном, политическом и литературном положении Германии» («De l’état moral, politique et littéraire de l’Allemagne»; 1847; том 1; том 2)
- «История философии по отношению к религии» («Histoire de la philosophie dans ses rapports avec la religion»; 1854)
- «Философия религии» («La philosophie de la religion»; 1857; том 1; том 2)
- «Сен-Мартен, неизвестный философ» («Saint-Martin, le philosophe inconnu»; 1862)
- Об Эммануиле Сведенборге («Emmanuel de Swedenborg»; 1863)
- «Французский мистицизм эпохи Фенелона» («Le mysticisme en France au temps de Fénelon»; 1865) и др.